# آوای وحش (فیلم ۱۹۷۶)
آوای وحش (انگلیسی: The Call of the Wild) یک تله‌فیلم آمریکایی به کارگردانی «جری جیمزسون» است که در سال ۱۹۷۶ منتشر شد.
فیلم‌نامهٔ این فیلم را، شاعر و رمان‌نویس معاصر «جیمز دیکی» و بر پایهٔ رمان آوای وحش اثرِ جک لندن نگاشته است. «جیمز دیکی» نویسندهٔ فیلم‌نامهٔ «بازماندگان» نیز بود و این فیلم، به‌دنبالِ موفقیتِ فیلم «بازماندگان» ساخته شد.

## بازیگران
- جان بک
- دونالد موفات
- مایکل پتکی
- جیم بوهان
- دنیس برکلی
- بیلی گرین بوش
- رنه انریکز
- برنار فریسون
- لری گولدن
- ریموند گوث
- پل هارپر
- یواخین مارتینز
- جان مک‌لیام
- ماروین میلر
- جان پی‌یرس
- گاس پیترز
- ریموند سینگر
- جانی تیلتسون
- پنه‌لوپه وینداست